# Barra do Rocha
Barra do Rocha é um município brasileiro do estado da Bahia. Sua população estimada em 2021 era de 5 515 habitantes, de acordo com o IBGE.

## História
O nome "Barra do Rocha" vem da geografia local: é onde o Rio das Contas se encontra com o Ribeirão do Rocha. Quando alguém precisava atravessar o Rio das Contas, procurava sempre essa "barra", que com o tempo ficou conhecida como Barra do Rocha, em homenagem a Pedro Rocha. Em 1890, Pedro Rocha (o primeiro fazendeiro a se instalar na região) se estabeleceu às margens do Rio das Contas em terras que originalmente pertenciam ao município de Camamú. A partir dessa ocupação, agricultores se fixaram na região e estradas foram abertas para escoamento e transporte do cacau, resultando no surgimento das primeiras casas e impulsionando o crescimento do povoado. Em 1916, o povoado passou a pertencer ao distrito de Alfredo Martins (atual Ipiaú), incorporado ao município de Camamú. Posteriormente, em 1930, Alfredo Martins se tornou uma subprefeitura chamada Rio Novo, anexada ao município de Jequié. O distrito de Barra do Rocha foi criado em 1931.
Em 1933, o distrito de Barra do Rocha voltou a fazer parte do município de Rio Novo. Finalmente, em 24 de agosto de 1961, a sede do distrito foi elevada à categoria de Vila, e assim nasceu o Município de Barra do Rocha, desmembrado de Ipiaú.

## Organização Político-Administrativa
O Município de Barra do Rocha possui uma estrutura político-administrativa composta pelo Poder Executivo, chefiado por um Prefeito eleito por sufrágio universal, o qual é auxiliado diretamente por secretários municipais nomeados por ele, e pelo Poder Legislativo, institucionalizado pela Câmara Municipal de Barra do Rocha, órgão colegiado de representação dos munícipes que é composto por vereadores também eleitos por sufrágio universal.

### Atuais autoridades municipais de Barra do Rocha
- Prefeito: José Luiz Franco Ramos Costa - PDT (2021/-)[12]
- Vice-prefeito: Odenilson Souza - MDB (2021/-)[12]
- Presidente da câmara: Waide Carlos de Alcântara - MDB (2021/-)[13]